# Витезслав Незвал
Витезслав Незвал е чешки поет, писател и преводач, съосновател на поетизма, водеща фигура на чешкия сюрреализъм, художник, член на Комунистическата партия на Чехословакия. Написал е деветдесет оригинални произведения (поезия, проза, драми, монографии), преводач на Рембо, Пушкин, Елюар, Хайне, Маларме, Бодлер, По.

## Биография
Роден е на 26 май 1900 г. в с. Бискоупки (Biskoupky) в Моравия, в семейството на селски учител, което през 1903 г. се премества в с. Шемиковице (Šemíkovice). Първият му учител през 1906 – 1911 г. е баща му, човек с музикални, артистични и актьорски способности. Той помага на сина си да развие художествени наклонности, влияе му и със своите социалистически убеждения. От 1911 г. учи в Тршебич, завършва през 1019 г. Призован е в армията по време на Първата световна война, но е освободен няколко месеца по-късно. Изучава право в Юридическия факултет в Бърно в продължение на един семестър, след което се прехвърля във Философския факултет в Прага, но не завършва следването си.
През 1922 г. той се присъединява към литературно-художествената група „Деветсил“ (Devětsil) и участва в създаването на т.нар. поетизъм (течение, което възниква в Чехия и никога не се разпространява извън границите ѝ). Постепенно става политически инициатор на чешкото авангардно движение. През 1924 г. се присъединява към Комунистическата партия.
За кратко (1924 – 1925) работи като секретар на редакцията на Научния речник на Масарик и през сезон 1928/1929 е драматург на Освободения театър. По-късно се посвещава само на писането. Публикувал е в Руде право, Tvorba, Одеон, Nová scéna, Lidový noviny и др.
Незвал е силно повлиян от пътуванията си във Франция, Монако, Италия (1933 г.), Гърция, СССР. При първото си посещение във Франция той среща много сюрреалисти (Андре Бретон и др.), под чието влияние основава групата на сюрреалистите в Чехословашката република (1934 г.). През 1934 г. участва във Всесъюзния конгрес на писателите в Москва. Когато по-късно повечето от членовете на групата на чешките сюрреалисти се противопоставят на московските процеси, той се опитва да я разпусне (1938 г.). През 30-те години участва в антифашистки дейности. През 1944 г. е затворен за кратко.
След Втората световна война той е много активен деец на Комунистическата партия, получава редица официални отличия и длъжности. През 1949 г. е избран за председател на Съюза на чехословашките писатели.
Умира от сърдечен удар и скарлатина на 6 април 1958 г. (Великден). Погребан е на Вишеградското гробище в Прага с държавно погребение.

## Любител-астролог
Незвал изучава книги по астрология, предсказва собствената си смърт и твърди, че ще умре на Великден. Интересът му към астрологията продължава цял живот, в неговото имение намират 70 страници от учебник по астрология, който той не завършва. Стихотворението Големият астрономически часовник (Veliký orloj) е описание на раждането на Незвал, или рожден хороскоп.

## Личен живот
Незвал има харизма, която пленява сърцата на жените. През 1948 г. той се жени за Франтишка („Фафинка“) Чепова (1905 – 1970), с която се познава от 1926 г., и живее с нея до смъртта си. През 30-те години има връзка с Дора Габе (1886 – 1983), от 1937 г. – с актрисата Лили Ходачова (1910 – 1998), която описва превратностите на връзката в своите спомени. През 1952 г. Незвал се запознава с Олга Юнгова (Юнг) (р. 1929 г.), от тази любовна връзка през 1954 г. се ражда син Роберт; свързан е и със съветската бохемистка Нина Николаева.

## Творчество
Общо 38 тома са публикувани в изданието Vítězslav Nezval Dílo през 1950 – 1990.  Написал е деветдесет оригинални произведения (поезия, проза, драми, монографии), преводач е на петнадесет книги.
Незвал отпечатва първите си стихове през 1919 г. в студентското списание Třebíč Svítání. През 20-те и 30-те години публикува в много периодични издания. Работата му може да бъде грубо разделена на три творчески периода. През 20-те и първата половина на 30-те години на ХХ век творчеството му е под знака на поетизма, след това – на сюрреализма, а след Втората световна война доминира тенденция към политизиране в духа на социалистическите идеи. През първия период развитието на поетичната образност на асоциативен принцип, чрез изненадващи връзки разбива установената идея за логическо изграждане на поетическия изказ; прилагана е концепцията за поезията като игра и използването на форми на народното забавление и фолклорни жанрове (народна балада, приказна песен, детски рими и др.). Поетизмът провокира и появата на нов тип стихосбирка, когато лирическият ефект се превръща в графична форма и живописен (и фотографски) съпровод. През сюрреалистичния период се срещат и социални мотиви, а поетичната реакция на Незвал на заплахата за републиката от страна на нацистка Германия и събитията около Мюнхен водят до раздяла със сюрреализма. В следвоенните си творчество е повлиян от тогавашната културна политика на Комунистическата партия, с която в повечето случаи той се съгласява или дори пряко участва в нея; това повлиява на днешния (негативен) възглед за работата му през този период. Все пак според някои той се опитва да съгласува остатъците от авангардните практики с концепциите на социализма.
Автор е на монографии за Иржи Волкер, Индржих Щирски, Тоайен, Йозеф Чапек, Рудолф Кремличка, Анри Русо и др. Преводаческата му дейност е насочена предимно към френски поети (Бодлер, Рембо, Маларме, Бретон, Елюар и др.) В областта на кинематографията сътрудничи като сценарист и автор на песни. Пише и детски книги: „Аничка, Дребосъчето и Сламения Хуберт“ (1936) и „Неща, цветя, животни и хора за деца“ (1953). Той говори за своя живот и своето поколение в незавършената книга „От моя живот“ (1959).
На български са издадени „Аничка, Дребосъчето и Сламения Хуберт“ (1981), „Едисон и други стихотворения“ (Аб Издателско ателие, 2005) в превод на Григор Ленков и др.

## Награди
Народен писател на Чехословакия. Народен художник на Чехословакия (1953). Лауреат на Международна награда за мир.

### Поетизъм
- Pantomima (1924)
- Depeše na kolečkách
- Abeceda
- Podivuhodný kouzelník (1922)
- Papoušek na motocyklu
- Básně na pohlednice (1926)
- Nápisy na hroby (1926)
- Dobrodružství noci a vějíře (1927)
- Hra v kostky (1928)
- Básně noci (1930)
  - Akrobat (1927)
  - Edison
- Skleněný havelok (1932)
- Zpáteční lístek (1933)
- Sbohem a šáteček (1934)

### Сюрреализъм
- Žena v množném čísle (1936)
- Absolutní hrobař (1937)
- Praha s prsty deště

### Социалистически реализъм
- Historický obraz (1945)
- Velký orloj (1949)
- Stalin (1949)
- Zpěv míru (1950)
- Z domoviny (1951)
- Křídla (1952)
- Chrpy a města (1955)
- Nedokončená (1960)